# Jimena Alonso
Jimena Alonso   (San Sebastián, 1937-Madrid, 18 de septiembre de 2021) fue una activista española, intelectual feminista, y profesora de árabe en la Universidad Complutense de Madrid. Fue una de les fundadoras de la Librería de Mujeres de Madrid.

## Biografía
En un artículo autobiográfico, Alonso dice que nació en Donostia en agosto de 1937, cuando su madre y su padre estaban de paso, camino de Francia. El viaje quedó interrumpido cuando el padre fue detenido bajo la acusación de haber organizado el Partido Comunista de Valladolid -acusación que según Jimena Alonso era falsa.
Militó en el Frente de Liberación de la Mujer (FLM) y en 1977 fundó junto con Fini Rubio la colección de libros Tribuna Feminista, la primera colección dedicada al ensayo feminista en España, en la editorial Debate. En la Librería de Mujeres de Madrid fue la responsbale desde su apertura en 1978 hasta 1981.
Durante las décadas de 1970 y 1980 publicó con Tribuna Feminista las principales voces del pensamiento feminista del momento cómo Isadora Duncan, Vera Fígner o Susan Sontag, además de traducir y publicar obras clásicas de Mary Wollstonecraft, Anaïs Nin o Rosa Luxemburgo.
En sus años de militancia, defendió también posiciones en torno a la defensa de la autodeterminación de Euskadi, compromiso que le costó una acusación de supuesta pertenencia a banda armada y entrar en prisión en 1983 con una condena de siete años. Su hija Alda también fue detenida.
Alonso presidió la Asociación de Mujeres Universitarias.